# Регіональні ландшафтні парки «Голосіївський» та «Голосіїв» (втрачені)
Регіональні ландшафтні парки «Голосіївський» та «Голосіїв» (втрачені) — природоохоронні території — попередники національного природного парку «Голосіївський».

## Історичні аспекти
Процес створення НПП «Голосіївський» бере початок іще з радянських часів (з 1928 р.). Чергову спробу було зроблено в кінці 80-х — на початку 90-х рр. Спочатку планувалося, що НПП поширюватиметься не лише на Київ, а й на Київську область, матиме площу 65 000 гектарів і простягнеться на південь до с. Витачів. У дальшій перспективі до нього мали ввійти Трахтемирівський півострів і Канівський природний заповідник. На той час планували створення й інших потужних природно-заповідних територій національного значення, які мали скласти вздовж Дніпра заповідну мережу «Намисто Дніпрове».
1993 року подане офіційне клопотання про необхідність створення НПП «Голосіївський». Клопотання про необхідність створення національного парку підготував і подав «Зелений світ».
Користувачі та власники проєктованих до НПП ділянок дали згоду на входження до нього. На підтримку цього, 1994 року рішенням Київради № 14 від 2 грудня під створення НПП зарезервовано всі землі на площі 11 тис. га. Та Київська міська рада була проти створення НПП, адже його територія і адміністрація підпорядкована Міністерству екології та природних ресурсів України, а не містові.
Тоді, 1995 року, як компромісний варіант, було створено Регіональний ландшафтний парк (РЛП) «Голосіївський», що функційно є аналогом національного природного парку, але є об'єктом місцевого значення і підпорядковується місцевій раді. Площа РЛП склала 11 000 гектарів. Його територія поглинула всі проектовані до національного природного парку землі, що розташовувалися в адміністративних межах Києва.
Уже в 2003 році приймається нове рішення Київської міської ради № 334/1209 "Про створення першої черги регіонального ландшафтного парку «Голосіїв», яким РЛП «Голосіївський» перетворюють на «1 чергу РЛП «Голосіїв». Це означає, не лише зміну назви, а й те, що з 11 тис. га парку залишили чомусь усього 5 600 га. Себто, був цілісний РЛП, а тепер частину його територій оголосили такими, що ввійдуть до нього ж, але пізніше.
9 березня 2006 року, Київрада ухвалила рішення про погодження створення на землях м. Києва саме НПП «Голосіївський». Рішення про погодження поширилося лише на частину території тодішнього РЛП. Цим же рішенням було ліквідовано РЛП «Голосіїв».

## Сучасний статус
НПП «Голосіївський» був створений Указом Президента України № 794/2007 від 27 серпня 2007 року. За тривалу історію створення його площа зменшилася з 11 000 га, як планувалося з самого початку, до 4 521,29 га.
Таким чином, послідовна ліквідації РЛП «Голосіївський» та РЛП «Голосіїв» є не реорганізацією, а послідовними втратами природно-заповідного фонду.

## Див.також
- Голосіївський ліс
- Голосіївський національний природний парк